# Połaniec
Połaniec ist eine polnische Stadt im Powiat Staszowski der Woiwodschaft Heiligkreuz und zugleich Sitz der Stadt-und-Land-Gemeinde Połaniec. Sie liegt am Zusammenfluss von Wschodnia und Czarna Staszowska, nahe deren Mündung in die Weichsel.

## Geschichte
Archäologische Grabungen verweisen auf eine recht frühe Besiedlung der Region. Im 12. Jahrhundert ist die Burg eines Kastellanen an der Handelsstraße von Krakau nach Sandomierz nachweisbar. 1264 erhielt der Ort die Stadtrechte. In der Folgezeit entwickelte er sich zu einem Zentrum von Handwerk und Handel, der in der zweiten Hälfte des 16. Jahrhunderts seine Blütezeit erlebte. Mitte des 17. Jahrhunderts verfiel die Stadt. Von 1772 bis 1918 stand sie unter österreichischer Herrschaft. Bedeutung für die polnische Geschichte erlangte sie während des Kościuszko-Aufstandes 1794, als der Feldherr am 7. Mai in einem Heerlager in der Umgebung eine von Stanisław Staszic verfasste Proklamation, den so genannten Uniwersał połaniecki, herausgab, der unter anderem die Aufhebung der bäuerlichen Leibeigenschaft versprach, was jedoch infolge der militärischen Entwicklung nicht realisiert werden konnte. 1870 verlor Połaniec die Stadtrechte und bekam sie erst 1980 wieder. Im Zweiten Weltkrieg besetzten deutsche Truppen die Stadt und richteten 1942 ein Ghetto für die jüdische Bevölkerung ein, in dem etwa 2000 Menschen leben mussten. Juden waren in Połaniec schon im 16. Jahrhundert nachweisbar, bei Kriegsbeginn 1939 gab es etwa 1800 von ihnen in der Stadt, die auf Jiddisch Plantsch פלאנטש genannt wurde. Die Ghettobewohner wurden im Herbst 1941 nach Staszów deportiert, wo die meisten ermordet wurden. Etwa 60 jüdische Einwohner überlebten den Holocaust, eine zurückkehrende Familie wurde nach 1945 von ihren polnischen Nachbarn ermordet.
Eine Mitte des 18. Jahrhunderts erbaute hölzerne Synagoge wurde 1943 von den deutschen Besatzern zerstört. Eine Replika steht heute in Sanok.
Von 1975 bis 1988 gehörte der Ort zur Woiwodschaft Tarnobrzeg. In der Stadt befindet sich heute eines der größten Kraftwerke Polens.

## Wappen
Beschreibung: In Rot hält ein silberner goldbewehrter Adler mit silbernen schwarzgerandetem Kleeblatt auf den Saxen ein schwarzes gestürztes Hifthorn mit goldenem Band und Rand.

## Sehenswürdigkeiten
- St.-Martins-Kirche von 1893 bis 1899 mit einer barocken Kapelle aus dem 17. Jahrhundert
- Teilweise umgebaute Synagoge aus dem 18. Jahrhundert
- Kościuszko-Hügel, an der Stelle des ehemaligen Heerlagers aufgeschüttet

## Gemeinde
Zur Gemeinde Połaniec gehören die 17 Schulzenämter Brzozowa, Kamieniec, Kraśnik, Łęg-Zawada, Maśnik, Okrągła-Luszyca, Rudniki, Ruszcza, Ruszcza-Kępa, Rybitwy, Tursko Małe, Tursko Małe Kolonia, Winnica, Wymysłów, Zdzieci Nowe, Zdzieci Stare und Zrębin.

## Partnerstädte
- Étoile-sur-Rhône (Frankreich)
- Salčininkai (Litauen)
- Stará Ľubovňa (Slowakei)
- Viggiano (Italien)
- Vonitsa (Griechenland)